# دم‌بادبزنیان
تیرهٔ دم‌بادبزنیان (به لاتین: Rhipiduridae) پرندگان کوچک حشره‌خوار استرالیا، جنوب شرق آسیا و شبه‌قاره هند هستند که شامل دم‌پنچه‌ها و دم ابریشمی است.

## آرایه‌شناسی و سیستماتیک
این تیره دارای ۵۵ گونه است که به چهار سرده تقسیم می‌شوند:
- زیرتیره Rhipidurinae:
  - دم‌بادبزنی - دم‌بادبزنی معمولی (۵۱ گونه)
- زیرتیره Lamproliinae:
  - بوچانگای کوتوله Chaetorhynchus
  - مگس‌گیر بهشتی نیلی Eutrichomyias
  - ابریشم‌دم (۲ گونه)